# خطوط هوایی برای آمریکا
خطوط هوایی برای آمریکا ( A4A )، که قبلاً با نام انجمن حمل و نقل هوایی آمریکا ( ATA ) شناخته می‌شد، یک انجمن صنفی و گروه لابی‌گری آمریکایی مستقر در واشنگتن دی سی است که از سال ۱۹۳۶ نماینده خطوط هوایی اصلی آمریکای شمالی بوده است 
خطوط هوایی برای آمریکا اغلب در تصمیمات دولت ایالات متحده در مورد صنعت هوانوردی، از جمله ایجاد هیئت هوانوردی غیرنظامی ، ایجاد سیستم کنترل ترافیک هوایی و مقررات‌زدایی خطوط هوایی ، دخیل است. خطوط هوایی برای آمریکا در تلاش‌های لابی‌گری خود، حمل و نقل هوایی را به عنوان یک وسیله ایمن و کارآمد تبلیغ می‌کند و از مقررات مطلوب در مورد مالیات، رقابت و استانداردهای زیست‌محیطی حمایت می‌کند.